# Porphyrospiza caerulescens
Porphyrospiza caerulescens е вид птица от семейство Тангарови (Thraupidae), единствен представител на род Porphyrospiza. Видът е почти застрашен от изчезване.

## Разпространение
Видът е разпространен в Боливия и Бразилия.